# Parroquia de San David
San David (inglés: Saint David Parish) junto con otras cinco parroquias más forman las seis divisiones administrativas de San Vicente y las Granadinas. Posee una superficie de ochenta kilómetros cuadrados y una población de 6700 habitantes según el censo del año 2001 que fue realizado en ese país. La densidad es de 83,75 habitantes por cada kilómetro cuadrado. Su ciudad capital es Chateaubelair.
Otras aldeas y ciudades:
- Richmond
- Richmond Vale
- Rosehall
- Troumaka
- Wallibou

- Datos: Q2412394
- Multimedia: Saint David Parish, Saint Vincent and the Grenadines / Q2412394